# NGC 1862
NGC 1862 је расејано звездано јато у сазвежђу Златна риба које се налази на NGC листи објеката дубоког неба.
Деклинација објекта је - 66° 9' 16" а ректасцензија 5h 12m 34,6s. Привидна величина (магнитуда) објекта NGC 1862 износи 13,3 а фотографска магнитуда 13,5. NGC 1862 је још познат и под ознакама ESO 85-SC51.